# Zum Hohle
Zum Hohle ist eine Lage im Altenaer Stadtteil Altroggenrahmede im Märkischen Kreis, Nordrhein-Westfalen.

## Geschichte
1533 gab es hier den Hof des Johann Husser, auf dem 1733, als er im Besitz des Regierungsrates Hymmen und des Gerichtsschreibers Grüther war, noch ein Gerhard Huess lebte. Nach 1750 besaßen Leopold von der Crone und nach diesem Diedrich Leopold von der Crone und die Witwe Peter Hücking das Gut. Der Name Hücking wurde später auch Name des Ortsteils, er hieß lange Jahre Hückings-Rahmede.
Die Bezeichnung Zum Hohle stammt von dem früheren Gastwirt Adolf zum Hohle, der dort seine Gaststätte und umliegende Ländereien hatte. Als ab 1887 die Kreis Altenaer Eisenbahn fahrplanmäßig durch das Rahmedetal fuhr, wurden bei allen Stationen Gastwirtschaften mit Fahrkartenverkauf eingerichtet und so bekam diese Haltestelle den Namen Zum Hohle. Die Gaststätte hieß später Funke und war über Jahrzehnte kultureller Mittelpunkt im Rahmedetal, weil sie im hinteren Teil einen großen Saal hatte. In ihm wurde geturnt, hier fanden Theaterveranstaltungen statt, Rahmeder Vereine feierten dort ihre Feste und über lange Jahre führten die Westmark-Lichtspiele hier Filme vor. Bis Ende der 1950er Jahre wurden sonntags auf dem Sportplatz Gottmecke Handball auf dem Großfeld gespielt. Die nahebei liegende Fuelbecketalsperre war seit ihrer Einweihung im Jahre 1896 ein Ziel für Wanderer, Fotografen und Besucher der Gaststätte.
In Zum Hohle war von 1907 bis 1967 die Hauptwerkstatt der Kreis Altenaer Eisenbahn mit Ausweichgleis für Zugkreuzungen, einer Güterabfertigung und einer Wasserentnahmestelle für die Dampfloks. Schräg gegenüber lag eine Wiese, die man dem Gastwirt abkaufte. Auf ihr wurde eine zweiklassige Volksschule mit Lehrerwohnungen erbaut, die 1892 eingeweiht wurde. Diese Schule trug den Namen Volksschule Zum Hohle. Im Doppelhaus nebenan ist die seit 1902 bestehende Stern-Apotheke und außer Wohnungen eine Arztpraxis.
Zum Hohle gehörte bis Ende 1968 als Ort der Gemeinde Lüdenscheid-Land, Kreis Altena, im mittleren Rahmedetal zwischen Lüdenscheid und Altena. Mit der Gebietsreform wurde es dem Stadtteil Altroggenrahmede zugeschlagen und gehört seitdem zum Märkischen Kreis.
Zum Hohle ist heute nur noch ein Straßenabschnitt, der sich von der Rahmedestraße bis zum Wohngebiet Hummelnstück hinaufzieht. In der Deutschen Grundkarte ist immer noch der Name Zum Hohle zu lesen.